# Microsoft Office 2016
Microsoft Office 2016 (nome in codice Office 16) è una versione del software di produttività personale Microsoft Office, e il successore di Office 2013 e Office 2011 per Mac. È stata resa disponibile inizialmente per macOS il 9 luglio 2015, in esclusiva per gli utenti iscritti a Microsoft 365. È stato messo in commercio il 22 settembre 2015. Nel maggio 2015, presso la Ignite conference di Chicago, era stata annunciata la preview release per Windows, disponibile in versione beta trial soltanto agli utenti iscritti ad Office 365.
L'aggiornamento 16.16.1 è l'ultimo compatibile con MacOS Catalina.

## Novità

### Windows
Alcune nuove funzionalità nella versione per Windows includono la possibilità di creare, aprire, modificare e salvare file situati nel cloud direttamente dal desktop, un inedito strumento di ricerca, chiamato "Tell Me", che sfrutta nuovi comandi intelligenti, disponibili per Word, PowerPoint ed Excel, e la possibilità di scrivere in tempo reale insieme ad altri utenti connessi a Office Online.
Altre funzionalità minori includono Insights, uno strumento integrato con Bing per ottenere informazioni contestualizzate dal web, nuovi tipi di grafici per Excel (come treemap, diagrammi circolari (conosciuti anche come grafici a torta), grafici a cascata, box-plot e istogrammi), ed uno strumento di data loss prevention (DLP), disponibile per Word, Excel e PowerPoint.

### Mac
La versione per Mac presenta un'interfaccia grafica rivisitata, basata sui ribbon, il pieno supporto ai Retina Display e nuove funzionalità di condivisione dei documenti.
Outlook 2016 per Mac, al di là delle funzioni di posta elettronica, offre un supporto di sincronizzazione soltanto agli account Outlook aggiornati.

## Interfaccia
L'interfaccia grafica di Office 2016 su Windows rimane pressoché invariata rispetto alla versione precedente, Office 2013. Da essa eredita lo stesso linguaggio grafico Microsoft, basato su una interfaccia grafica flat, seppur con minori modifiche al layout per conformarsi alla versione mobile della suite.